# تپه بیوه زنان
تپه بیوه زنان در شهرستان ملایر، بخش سامن، دهستان حرم رود سفلی، روستای کرتیل آباد واقع شده و این اثر در تاریخ ۲۵ آبان ۱۳۸۷ با شمارهٔ ثبت ۲۳۷۰۳ به‌عنوان یکی از آثار ملی ایران به ثبت رسیده است.